# Vinaya
El vinaya es el marco regulador de la sangha o comunidad monástica del budismo, basado en los textos canónicos Vinaya Pitaka. Las enseñanzas del Buda Gautama pueden dividirse en dos grandes categorías: dharma (doctrina) y vinaya (disciplina). Es una palabra pali o sánscrita que significa «disciplina».
El corazón del vinaya lo componen un conjunto de reglas conocidas como patimokkha (pali) o pratimoksha (sánscrito). En la tradición Theravāda hay 227 reglas para los bhikkhus (monjes masculinos), 311 para las bhikkhunis (femeninas). Otras tradiciones tienen un número diferente de reglas, por ejemplo la orden Gelugpa del Tíbet sigue un vinaya originalmente perteneciente a la secta Sarvastivadin que tiene 253 reglas.

## Textos
Alrededor de las reglas hay un rango de textos. Algunos de éstos explican los orígenes de las reglas —es posible rastrear el desarrollo de las reglas de las respuestas a situaciones específicas o acciones de codificación general. Hay también un número de textos parecidos a sutras que son estatutos más generales acerca de la doctrina budista, o que dan detalles biográficos de algunos de los grandes discípulos y su iluminación. Otras secciones detallan cómo las reglas deben ser aplicadas, cómo las infracciones o incumplimientos deben ser tratados, y cómo las disputas entre los monjes deben ser tratadas.

## Historia
Se cree que originalmente no había reglas y que Buda y sus discípulos sólo vivían en armonía cuando estaban juntos. La mayor parte del tiempo vagaban solos, pero cada año, durante la época de monzones cuando viajar es imposible, los bhikkhus se reunían durante unos pocos meses. Como el sangha se hizo más grande y comenzó a aceptar gente de menor habilidad que permanecía no iluminada, comenzó a ser necesario instaurar reglas. 
Parece que al principio eran bastante flexibles y se adaptaban a la situación. Para la época de la muerte de Buda había un cuerpo de reglas que se esperaba que los bhikkhus siguieran. En el Mahaparinibbana Sutta de Buda, como parte de su última enseñanza, cuenta a los bhikkhus que pueden abandonar algunas reglas menores, pero que deben perseverar con las principales, pero parece que había algo de confusión acerca de cuáles reglas eran principales y cuáles secundarias. Se decidió por lo tanto que seguirían todas las reglas. Inmediatamente después de la muerte de Buda hubo un concilio en el cual todas las enseñanzas fueron recogidas, ordenadas y recitadas. La leyenda dice que el inmenso volumen de enseñanzas fue recitado de memoria, Ananda recitando los sutras y Upali recitando el Vinaya.